# Samodzielny Oddział Zwiadowczy WOP Przemyśl
Samodzielny Oddział Zwiadowczy WOP Przemyśl – jeden z oddziałów w strukturze organizacyjnej Wojsk Ochrony Pogranicza.

## Formowanie i zmiany organizacyjne
W 1956 roku na bazie 26 Brygady WOP sformowano Grupę Manewrową i Samodzielny Oddział Zwiadowczy WOP, a z nadwyżek sformowano 9 wojskowy batalion górniczy pod dowództwem mjr. Leona Seredyńskiego i skierowano do Kopalni Węgla Siemianowice
Samodzielny Oddział Zwiadowczy podlegał Zarządowi II Zwiadowczemu WOP.
Z dniem 1 maja 1957 roku, na bazie Grupy Manewrowej i Samodzielnego Oddziału Zwiadowczego WOP przystąpiono do organizacji 26 Oddziału WOP. Stare struktury rozformowano.

## Struktura organizacyjna
- szef oddziału (pełnomocnik graniczny)
- zastępca szefa oddziału i sekretarz pełnomocnika granicznego
- oficerowie zwiadu - 5
- oficer śledczy.
- kancelaria oddziału
- placówka WOP Medyka
- placówka WOP Hermanowice
- placówka WOP Lutowiska
- placówka WOP Krościenko
- placówka WOP Sołotwina
- placówka WOP Korczowa

- graniczne placówki kontrolne (GPK): Medyka (kolejowa i drogowa)i Krościenko (kolejowa)